# Liam Tuohy
Liam Tuohy (Dublino, 27 aprile 1933 – 13 agosto 2016) è stato un allenatore di calcio e calciatore irlandese, di ruolo attaccante.

## Carriera

### Calciatore

#### Club
Ha giocato nella massima serie inglese con West Bromwich e Newcastle ed in quella irlandese con lo Shamrock Rovers, con cui vinse un campionato, 5 coppe d'Irlanda e 4 scudi di Lega irlandese.
Con i Rovers, nell'estate 1967, Tuohy disputò il campionato nordamericano organizzato dalla United Soccer Association: accadde infatti che tale campionato fu disputato da formazioni europee e sudamericane per conto delle franchigie ufficialmente iscritte al campionato, che per ragioni di tempo non avevano potuto allestire le proprie squadre. Lo Shamrock rappresentò i Boston Rovers, chiudendo il torneo al sesto ed ultimo posto della Eastern Division, con 2 vittorie, 3 pareggi e 7 sconfitte, non qualificandosi per la finale (vinta dai Los Angeles Wolves, rappresentati dai Wolverhampton).

#### Nazionale
Tra il 1955 ed il 1965 ha giocato 8 partite e segnato 4 gol con la Nazionale irlandese.

### Allenatore
Dal 1964 diviene allenatore-giocatore dello Shamrock Rovers, guidando il club anche nell'avventura americana dell'estate 1967 ove il sodalizio irlandese assunse il brand di Boston Rovers, con cui otterrà l'ultimo posto della Eastern Division.
Nella stagione 1969-1970 guida il Dundalk al quinto posto finale in campionato.
Nel 1971 diviene l'allenatore della nazionale irlandese, con cui ottiene una vittoria prestigiosa in amichevole nel novembre 1972 contro la Francia. Rassegnerà le dimissioni nel 1973.
Nella stagione 1972-1973 è nuovamente alla guida dello Shamrock, con cui chiude la stagione al quarto posto.
Dal 1975 al 1981 guida la rappresentativa della Dublin University.
Nella stagione 1981-1982 guidò il Shelbourne, con cui ottenne il nono posto finale.
Dal 1981 al 1986 è l'allenatore della nazionale Under-19 dell'Irlanda.

## Palmarès

### Club

#### Competizioni nazionali
- Coppa d'Inghilterra: 1

West Bromwich: 1953-1954
- Community Shield: 1

West Bromwich: 1954
- Campionato irlandese: 1

Shamrock Rovers: 1963-1964
- Coppa d'Irlanda: 5

Shamrock Rovers: 1963-1964, 1964-1965, 1965-1966, 1966-1967, 1967-1968
- Scudo di Lega irlandese: 4

Shamrock Rovers: 1963-1964, 1964-1965, 1965-1966, 1967-1968